# Cowangie
Cowangie est une ville à l'ouest de l'État du Victoria en Australie à 430 km au nord-ouest de Melbourne sur la Mallee Highway, dans le bourg de Mildura. Elle est située dans le Sunraysia et compte 36 habitants en 2016.

## Personnalités liées à la commune
- Larry Perkins, ancien pilote automobile